# 2001 en Italie
Chronologie de l'Italie
- 1997
- 1998
- 1999
- 2000
- 2001
- 2002
- 2003
- 2004
- 2005

1999 par pays en Europe - 2000 par pays en Europe - 2001 par pays en Europe - 2002 par pays en Europe - 2003 par pays en Europe
1999 en Europe - 2000 en Europe - 2001 en Europe - 2002 en Europe - 2003 en Europe

## Événements

### Janvier 2001
- x

### Février 2001
- x

### Mars 2001
- x

### Avril 2001
- x

### Mai 2001
- x

### Juin 2001
- 24 juin : élections régionales en Sicile.

### Juillet 2001
- x

### Août 2001
- x

### Septembre 2001
- x

### Octobre 2001
- 7 octobre : référendum constitutionnel.
- 8 octobre : Accident de Linate.

### Novembre 2001
- 11 novembre : élections régionales au Molise.

### Décembre 2001
- x

## Culture

### Cinéma

#### Films italiens sortis en 2001
- 16 mars : Le fate ignoranti, film de Ferzan Özpetek

#### Autres films sortis en Italie en 2001
- x

#### Mostra de Venise
- Lion d'or d'honneur : Éric Rohmer
- Lion d'or : Le Mariage des moussons (Monsoon Wedding) de Mira Nair
- Coupe Volpi pour la meilleure interprétation féminine : Sandra Ceccarelli pour Luce dei miei occhi de Giuseppe Piccioni
- Coupe Volpi pour la meilleure interprétation masculine : Luigi Lo Cascio pour Luce dei miei occhi de Giuseppe Piccioni

### Littérature

#### Livres parus en 2001
- x

#### Prix et récompenses
- Prix Strega : Domenico Starnone, Via Gemito (Feltrinelli)
- Prix Bagutta : Serena Vitale, La casa di ghiaccio. Venti piccole storie russe, (Mondadori)
- Prix Campiello : Giuseppe Pontiggia, Nati due volte
- Prix Napoli : Domenico Starnone, Via Gemito (Feltrinelli)
- Prix Stresa : Roberto Pazzi - Conclave, (Frassinelli)
- Prix Viareggio :
  - Niccolò Ammaniti, Io non ho paura
  - Michele Ranchetti (it), Verbale
  - Giorgio Pestelli, Canti del destino

## Naissances en 2001
- 22 avril : Tito Traversa, grimpeur. († 5 juillet 2013).

## Décès en 2001
- 8 février : Giuseppe Casoria, 92 ans, cardinal italien de la Curie romaine (° 1er octobre 1908).
- 16 avril : Giacomo Gentilomo, 92 ans, scénariste et réalisateur. (° 5 avril 1909)
- 25 avril : Michele Alboreto, 44 ans, pilote automobile. (° 23 décembre 1956)

#### Articles sur l'année 2001 en Italie
- Élections générales italiennes de 2001
- Élections régionales italiennes de 2001
- Gouvernement Silvio Berlusconi II
- 27e sommet du G8
- Émeutes anti-G8 de Gênes de 2001

#### L'année sportive 2001 en Italie
- Championnats du monde de duathlon 2001
- Championnat d'Italie de football 2000-2001
- Championnat d'Italie de football 2001-2002
- Supercoupe d'Italie de football 2001
- Championnat d'Italie de rugby à XV 2000-2001
- Championnat d'Italie de rugby à XV 2001-2002
- Grand Prix automobile d'Italie 2001
- Milan-San Remo 2001
- Tour d'Italie 2001
- Masters de Rome 2001

#### L'année 2001 dans le reste du monde
- 2001 par pays en Afrique
- 2001 par pays en Amérique, 2001 aux États-Unis, 2001 au Canada
- 2001 par pays en Asie
- 2001 par pays en Europe, 2001 en France, 2001 en Suisse
- 2001 par pays en Océanie
- 2001 par pays au Proche-Orient
- 2001 aux Nations unies